# Aritomo Gotō
Aritomo Gotō (五藤存知?, Gotō Aritomo; Prefettura di Ibaraki, 23 gennaio 1888 – Stretto della Nuova Georgia, 12 ottobre 1942) è stato un ammiraglio giapponese, attivo durante la seconda guerra mondiale.
Si arruolò nella Marina imperiale giapponese nel 1910 e dopo la prima crociera di addestramento, con il grado di sottotenente di vascello, partecipò all'occupazione delle colonie tedesche nell'Oceano Pacifico. Si specializzò quindi nell'impiego di naviglio silurante e frequentò anche un corso al Collegio navale di Tokyo. Negli anni venti operò come istruttore sia a terra, sia a bordo del vecchio incrociatore corazzato Yakumo: nel 1924 assunse il suo primo comando, il cacciatorpediniere Tsuta, e fattosi apprezzare per le proprie competenze e professionalità capitanò numerosi altri cacciatorpediniere nel corso del decennio. Nel 1931 fu messo a capo della 27ª Divisione cacciatorpediniere e nel 1933 divenne capitano di vascello; continuò a servire in mare a bordo di naviglio silurante, talvolta di ultima generazione, quindi nella seconda metà degli anni trenta comandò anche grandi navi da guerra come l'incrociatore pesante Atago o la nave da battaglia Yamashiro. Contrammiraglio dalla fine del 1940, nel settembre 1941 assunse il comando della 6ª Divisione incrociatori (Aoba, Kako, Kinugasa, Furutaka) che poco dopo fu provvisoriamente ceduta dalla Flotta Combinata alla 4ª Flotta, in vista delle molteplici operazioni nell'Oceano Pacifico.
Nei primi mesi di guerra Gotō fu presente alla rapida occupazione di Guam (10 dicembre 1941) e coprì a distanza il secondo attacco all'Isola di Wake (20-23 dicembre). In seguito protesse le spedizioni che si conclusero con la presa di Rabaul (gennaio 1942) e l'invasione di Lae-Salamaua in Nuova Guinea (marzo). A fine aprile, nel quadro dell'operazione Mo, fu investito del comando in mare delle varie formazioni inviate a occupare Tulagi, le isole Louisiade e Port Moresby, aggregando alla 6ª Divisione la portaerei leggera Shoho: partecipò dunque alla complessa battaglia del Mar dei Coralli (4-8 maggio 1942), nel corso della quale la portaerei fu affondata. Rimase dunque di stanza nel settore delle isole Salomone-arcipelago di Bismarck e nella notte tra l'8 e il 9 agosto, al comando del viceammiraglio Gun'ichi Mikawa, combatté nella vittoriosa battaglia dell'isola di Savo contro la flotta statunitense che aveva appena aggredito Guadalcanal. Il giorno seguente perse però il Kako a causa del subitaneo attacco di un sommergibile. Dopo una marginale partecipazione alla battaglia delle Salomone Orientali, in ottobre salpò da Rabaul per bombardare nella notte tra l'11 e il 12 Henderson Field e coprire lo sbarco massiccio di rifornimenti. La 6ª Divisione, appoggiata da due cacciatorpediniere, fu invece inopinatamente contrastata dalla Task force 64 del contrammiraglio Norman Scott che le inflisse una pesante sconfitta. Gotō stesso rimase gravemente ferito e spirò la mattina del 12 ottobre sull'Aoba che, molto danneggiato, stava tornando a Rabaul: fu sepolto in mare e promosso postumo viceammiraglio.

## Biografia

### Inizio della carriera in marina
Aritomo Gotō nacque il 23 gennaio 1888 nella Prefettura di Ibaraki. In giovane età s'iscrisse all'Accademia navale di Etajima, studiò nella 38ª classe e per i suoi meriti fu nominato Cavaliere di II Classe dell'Ordine del Nibbio d'oro. Si diplomò il 18 luglio 1910, trentesimo su 149 allievi, ottenne il brevetto di aspirante guardiamarina e fu imbarcato sull'incrociatore protetto Kasagi: su questa unità effettuò la crociera d'addestramento all'estero. Rientrato in patria, fu assegnato l'11 gennaio 1911 alla nave da battaglia Satsuma, poi il 1º dicembre dello stesso anno ricevette la nomina a guardiamarina e fu trasferito alla nave da battaglia Iwami, di preda bellica russa. Il 12 luglio 1912 passò all'equipaggio della nave appoggio sommergibili Tokoyashi, terminando il primo ciclo di servizio in mare. Il 20 dicembre iniziò la sua formazione: attese il Corso base alla Scuola di artiglieria navale e, completatolo, dal 24 maggio 1913 frequentò il Corso base alla Scuola siluristi; il primo dicembre ebbe infine la promozione a sottotenente di vascello e fu imbarcato sul cacciatorpediniere di terza classe (vale a dire una torpediniera) Murakumo, dove poté applicare le lezioni apprese. Verso la fine del 1914 tornò a terra e il 10 ottobre fu assegnato al personale della 4ª Unità di fanteria di marina, ricevendo un rapido addestramento sulle tattiche di sbarco; il 28 dicembre fu quindi aggregato alla "Unità provvisoria di difesa del Sud", costituita per le operazioni di conquista degli arcipelaghi in mano all'Impero tedesco: dopo i brevi combattimenti e la facile occupazione delle isole Marianne, Palau, Marshall e Caroline, il 1º marzo 1915 ottenne il comando della stazione radio installata pro tempore sull'isola di Kusiae, sempre inquadrato nel reparto. L'incarico ebbe termine il 30 giugno, quando salì a bordo dell'incrociatore protetto Chikuma che condusse nei mesi seguenti pattugliamenti nelle acque dell'Australia e della Nuova Zelanda. Dopo oltre un anno di servizio sull'incrociatore e rientrato in Giappone, il 1º dicembre 1916 Gotō entrò al Collegio navale di Tokyo, alta istituzione preposta alla formazione di capaci ufficiali di stato maggiore. Frequentò il Corso "B", dopo il quale ottenne il diploma e la nomina a tenente di vascello il 1º aprile 1917; un mese più tardi entrò al Corso avanzato della Scuola siluristi e il 1º dicembre, dopo averlo concluso, fu assegnato all'incrociatore da battaglia Kongo. Solo l'11 dicembre 1918 fu imbarcato su naviglio silurante, il cacciatorpediniere Tanikaze, del quale il 1º aprile 1919 divenne ufficiale silurista.

### Gli anni venti e trenta
Il 1º dicembre 1920, considerate le sue capacità, Gotō fu riassegnato alla Scuola siluristi come istruttore, addetto a una delle unità d'addestramento, e dal 15 dicembre 1922 affiancò a tale incarico una seconda mansione di istruttore presso l'Accademia di ingegneria navale. Dal primo aprile 1923 abbandonò entrambi i posti per salire a bordo del vecchio incrociatore corazzato Yakumo, il quale era stato riclassificato nave da difesa costiera e integrato in uno squadrone d'addestramento assieme allo Izumo: con tale unità partecipò a una crociera d'addestramento per la 51ª classe di cadetti, svoltasi nelle acque del Sud-est asiatico e dell'Australia, che si concluse a Yokosuka nell'aprile 1924. Nominato durante il lungo viaggio capitano di corvetta (1º dicembre 1923), Gotō si vide assegnare il primo comando in mare il 10 maggio 1924, vale a dire il cacciatorpediniere di seconda classe – corrispondente all'occidentale cacciatorpediniere di scorta – Tsuta. Confermò così la sua competenza nel dirigere unità leggere siluranti e seguirono i comandi dei cacciatorpediniere Urakaze (a partire dal 1º dicembre 1925), Numakaze (dal 1º dicembre 1927), ad interim del cacciatorpediniere Nokaze tra il primo marzo e l'11 luglio 1928; dopo un brevissimo mandato di comando sul cacciatorpediniere Uzuki (11-23 luglio 1928), fu riassegnato al Nadakaze, a bordo del quale il 10 dicembre ebbe la promozione a capitano di fregata. Questa serie di incarichi gli permisero di farsi una solida esperienza circa l'impiego, il comando e le caratteristiche costruttive del naviglio sottile della marina imperiale. Il 15 gennaio 1929 divenne ufficiale addetto all'allestimento finale e alla messa a punto del moderno cacciatorpediniere Uranami, esemplare dell'innovativa classe Fubuki, e il 25 aprile ne assunse il comando per oltre due anni.
Il 2 novembre 1931 Gotō divenne comandante della 27ª Divisione cacciatorpediniere e si distinse per la gestione dell'unità; dal primo dicembre 1932 gli fu dunque affidata la 5ª Divisione e, al contempo, il comando del cacciatorpediniere Matsukaze, il quale ultimo esercitò sino al 20 maggio 1933. Il 15 novembre arrivò la nomina a capitano di vascello, a riprova della sua competenza. Fu durante tale periodo della sua carriera che Gotō conobbe gli allora capitani Raizō Tanaka e Hiroaki Abe, con i quali strinse una sincera e duratura amicizia. Il 15 novembre 1934 fu nuovamente trasferito ed ebbe ai suoi ordini la 10ª Divisione cacciatorpediniere; un anno esatto più tardi assunse il comando di una grande unità, l'incrociatore leggero Naka che, come di prassi nella Marina imperiale per tale tipo di unità, era impiegato in funzione di conduttore di squadroni di cacciatorpediniere. Il 1º dicembre 1936 passò alla testa dell'incrociatore pesante Atago, ammiraglia della 4ª Divisione incrociatori che conobbe un moderato servizio nella acque cinesi, e il 12 luglio dell'anno successivo assunse il comando dell'incrociatore pesante gemello Chokai, con il quale condusse pattugliamenti nel Mar Cinese Orientale. Il 15 novembre 1938, in patria, Gotō divenne comandante della grande nave da battaglia Mutsu e tenne questa posizione per quasi tutto il 1939: nel corso dell'anno, comunque, fu anche comandante provvisorio dello Yakumo (1º febbraio-15 maggio) e della nave da battaglia Yamashiro (15 settembre-1º novembre). Proprio il primo novembre 1939 gli fu confermato il comando di quest'ultima, che però esercitò per due settimane; il 15, infatti, fu portato al grado di contrammiraglio e nominato comandante della 2ª Squadriglia cacciatorpediniere.

### La seconda guerra mondiale

#### I primi mesi di conflitto

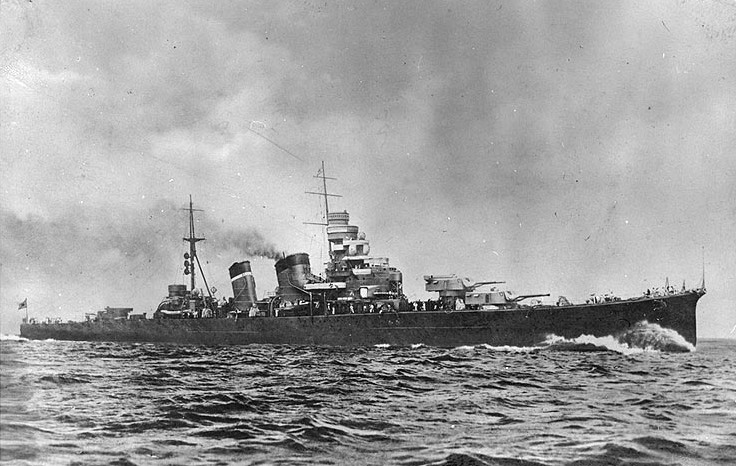
L'incrociatore pesante Aoba, ammiraglia di Gotō sino alla sua morte

Il 10 settembre 1941 Gotō, in base ai nuovi ordini ricevuti, prese il comando della 6ª Divisione incrociatori, composta dagli incrociatori pesanti Aoba, Kinugasa, Furutaka e Kako, risalenti alla metà degli anni venti. Egli selezionò lo Aoba come propria ammiraglia e, nelle settimane successive, passò provvisoriamente alle dipendenze della 4ª Flotta di stanza nelle isole del Mandato: assieme al comandante, viceammiraglio Shigeyoshi Inoue, e agli altri ufficiali lui sottoposti, fu coinvolto nella pianificazione tattica relativa all'occupazione delle isole di Guam e Wake, colonie statunitensi. Il 4 dicembre salpò da Hahajima assieme alla forza d'invasione, comprendente anche quattro cacciatorpediniere e il posamine Tsugaru, e nelle prime ore del 10 fu presente all'attacco anfibio a Guam, che comunque era presidiata da una guarnigione simbolica: non fu dunque necessario condurre un bombardamento con gli incrociatori. Gotō fece poi rotta per la base aeronavale di Truk, sede del quartier generale della 4ª Flotta; il 15 dicembre, però, ebbe ordine dal comando della Flotta Combinata (sollecitata dallo stesso Inoue) di portarsi a Wake, che aveva respinto con dure perdite l'attacco dell'11 dicembre. Più precisamente ebbe il compito di impedire qualsiasi intervento navale statunitense, incrociando a est dell'isola e rispondendo agli ordini del contrammiraglio e amico Hiroaki Abe, a sua volta distaccato dalla 1ª Flotta aerea reduce dall'attacco di Pearl Harbor con due portaerei, due incrociatori pesanti e alcuni cacciatorpediniere e investito del comando generale dell'operazione. Il 23 dicembre Wake fu conquistata senza che si fossero palesate unità navali americane. Gotō riguadagnò Truk nel gennaio 1942, quindi fu nuovamente mobilitato per la prevista occupazione di Rabaul, unico porto dotato di qualche infrastruttura nel Pacifico meridionale, sito sulla punta nord-orientale della Nuova Britannia: l'operazione anfibia avvenne il 23 gennaio e non ci fu bisogno dell'intervento dei grossi calibri degli incrociatori. A fine febbraio Gotō ebbe il comando della forza di copertura assegnata all'invasione di Lae-Salamaua, due piccole località dotate di aeroporti nella Nuova Guinea orientale: con la 6ª Divisione e la 18ª Divisione incrociatori leggeri (Tatsuta, Tenryu) si tenne al largo del Golfo di Huon il 7 e l'8 marzo, vigilando sullo sbarco che all'inizio non incontrò opposizione; rientrò pertanto a Truk e così sfuggì all'inaspettato contrattacco aeronavale statunitense del 10 marzo. Sullo scorcio del mese, e sempre con aggregati i due incrociatori leggeri, Gotō coprì i facili approdi di truppe su Bougainville e sulle isole Shortland, regioni in pratica indifese.

#### Il Mar dei Coralli

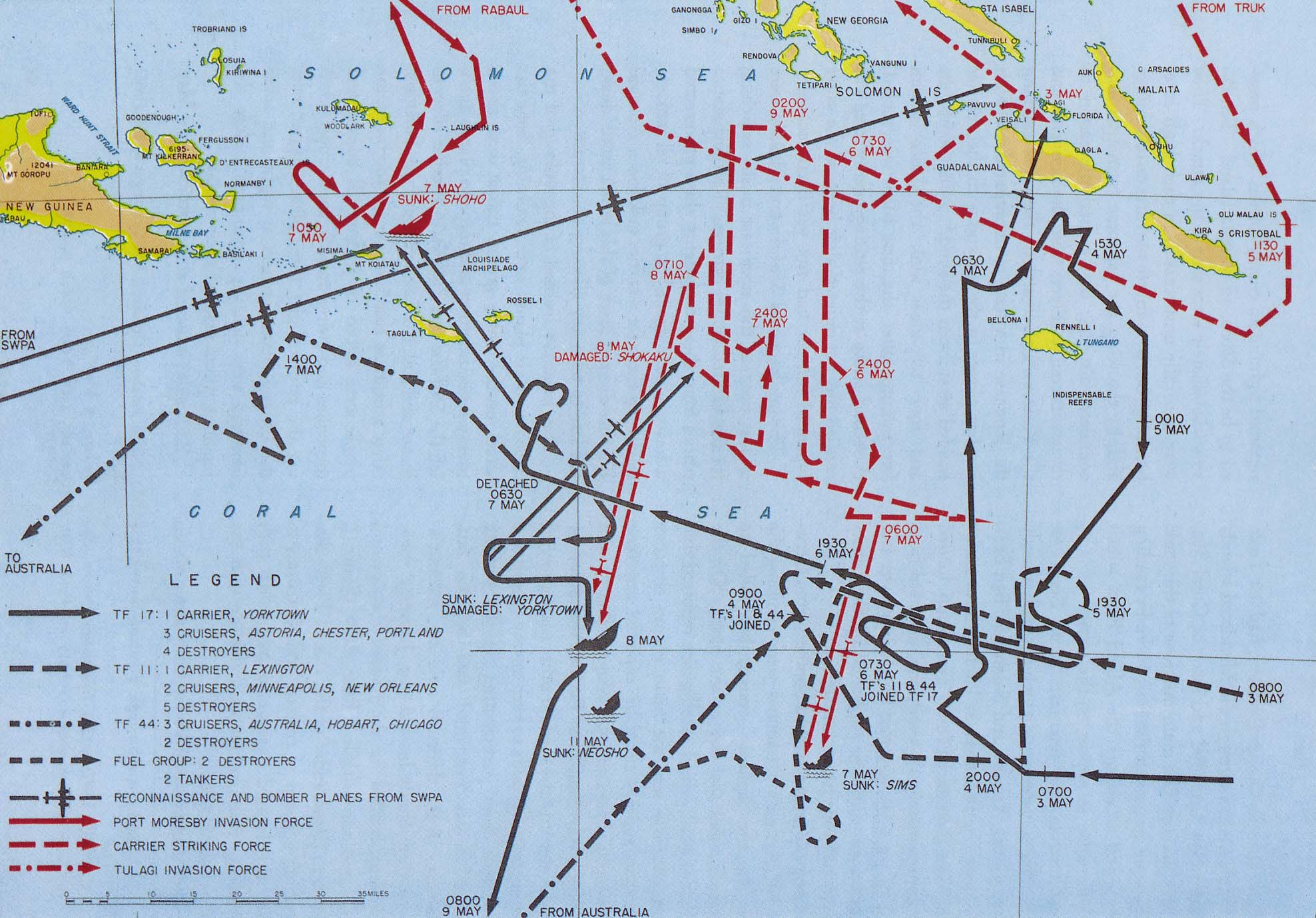
Cartina della battaglia del Mar dei Coralli: la rotta del convoglio d'invasione, cui poi si accodarono la Shōhō e gli incrociatori di Gotō, è la freccia rossa in alto a sinistra

A metà aprile gli stati maggiori dell'esercito e della marina accettarono l'esecuzione dell'operazione Mo, volta a occupare Port Moresby, Tulagi nelle Salomone, le isole Louisiade all'estremità orientale della Nuova Guinea e affidata alla 4ª Flotta; Gotō fu incaricato della difesa a distanza delle tre distinte formazioni e alla 6ª Divisione incrociatori furono sottoposti la portaerei leggera Shoho e il cacciatorpediniere Sazanami. Più precisamente, Gotō rimase con gli incrociatori nella zona della Nuova Georgia, in modo da poter intervenire in aiuto sia del convoglio di trasporti diretto a Port Moresby (contrammiraglio Sadamichi Kajioka), sia della formazione inviata a Tulagi (contrammiraglio Kiyohide Shima). Al contrario la Shoho, scortata dal Sazanami, doveva garantire dapprima la copertura aerea all'attacco a Tulagi e raggiungere il convoglio di trasporti. Infine dalla base di Truk l'ammiraglio Isoroku Yamamoto inviò una flotta da combattimento comprendente le portaerei Shokaku, Zuikaku, la 5ª Divisione incrociatori (Myoko, Haguro) e sei cacciatorpediniere, volta a controbattere qualsiasi intervento delle portaerei statunitensi e comandata dal viceammiraglio Takeo Takagi. Il 30 aprile l'operazione Mo prese avvio e truppe giapponesi sbarcarono il 2 su Tulagi, subendo però tre incursioni aeree lanciate da una parte della Task force 17 del contrammiraglio Frank Fletcher, proveniente dalle Nuove Ebridi e forte di due portaerei (USS Lexington, USS Yorktown); mentre Takagi tentava di agganciare la squadra americana, Gotō sino alle isole Shortland, poi (visto che Tulagi era stata presa e non si erano più verificati attacchi) deviò verso ovest e alla sera del 5 maggio riunì la 6ª Divisione alla Shoho 90 miglia a nord-est delle isole Deboyne, allo scopo di dare supporto diretto al convoglio d'invasione in rotta per Port Moresby. Il giorno seguente, alle 10:30, fu però scoperto a sud di Bougainville da quattro bombardieri Boeing B-17 Flying Fortress, che attaccarono senza risultati la portaerei: Gotō, sebbene preoccupato di essere stato individuato e, con lui, il gruppo di trasporti, ebbe dal viceammiraglio Inoue l'ordine di proseguire. Alle 06:30 del 7 maggio, arrivato in prossimità dell'isola Woodlark, fece lanciare cinque apparecchi dalla Shoho per rendere più sicuro il transito attraverso le Louisiade verso ovest.
Mezz'ora dopo Gotō, che stava per doppiare l'isola di Misima, fu informato che la Task force 17 non era molto distante dalle Louisiade ed ebbe ordine di ripiegare momentaneamente verso nord; il contrammiraglio decise quindi di attaccare le unità nemiche con tutti gli aerei della Shoho. Tuttavia era troppo tardi, perché alle 08:15 circa un apparecchio della Yorktown sorvolò la squadra di Gotō e segnalò erroneamente due portaerei; il contrammiraglio Fletcher inviò dunque 93 velivoli – in maggioranza aerosiluranti Douglas TBD Devastator e bombardieri in picchiata Douglas SBD Dauntless – e alle 11:00 circa essi iniziarono un risoluto attacco, poco contrastato dalla debole contraerea. Sembra infatti che Gotō si trovasse con la 6ª Divisione troppo distante dalla Shoho, che poté contare solo sui propri cannoni, sui caccia Mitsubishi A6M che era riuscita a far decollare e sul Sazanami: il numero degli attaccanti ne soverchiò la difesa, in mezz'ora fu demolita da numerose bombe e siluri e affondò rapidamente. Colpito dal disastro e dalla subitaneità dell'incursione, Gotō ritenne opportuno allontanarsi verso nord-est e infine tornare a Rabaul, dopo aver appreso che il viceammiraglio Inōe, alle ore 09:00, aveva richiamato alla base il convoglio d'invasione, poiché la sua rotta (passante per il "canale Jomard" nelle Louisiade) continuava a essere sbarrata da un gruppo di incrociatori alleati. Egli, comunque, inviò una parte degli idrovolanti in dotazione agli incrociatori alle Deboyne, per irrobustire il gruppo aereo della nave appoggio Kamikawa Maru lì ancoratasi, dopodiché non ebbe più parte nella battaglia. Le sorti del complesso scontro furono decise il giorno seguente, 8 maggio, quando le opposte flotte di portaerei si localizzarono e si attaccarono reciprocamente. La Lexington, gravemente colpita, dovette essere affondata, mentre la Shokaku e la Zuikaku riguadagnarono i porti giapponesi, la prima però con pesanti devastazioni e la seconda quasi sprovvista di velivoli.
Gotō coprì il ripiegamento delle portaerei e il 9 maggio, su ordine dell'ammiraglio Isoroku Yamamoto, si unì a parte della formazione del viceammiraglio Takagi per cercare presunte navi statunitensi in avaria: in realtà i rapporti degli aviatori erano confusi ed esagerati e perciò l'11, saputo che un'altra squadra statunitense si trovava a est delle Salomone, Inoue richiamò tutte le unità.

#### La campagna di Guadalcanal e la morte in battaglia

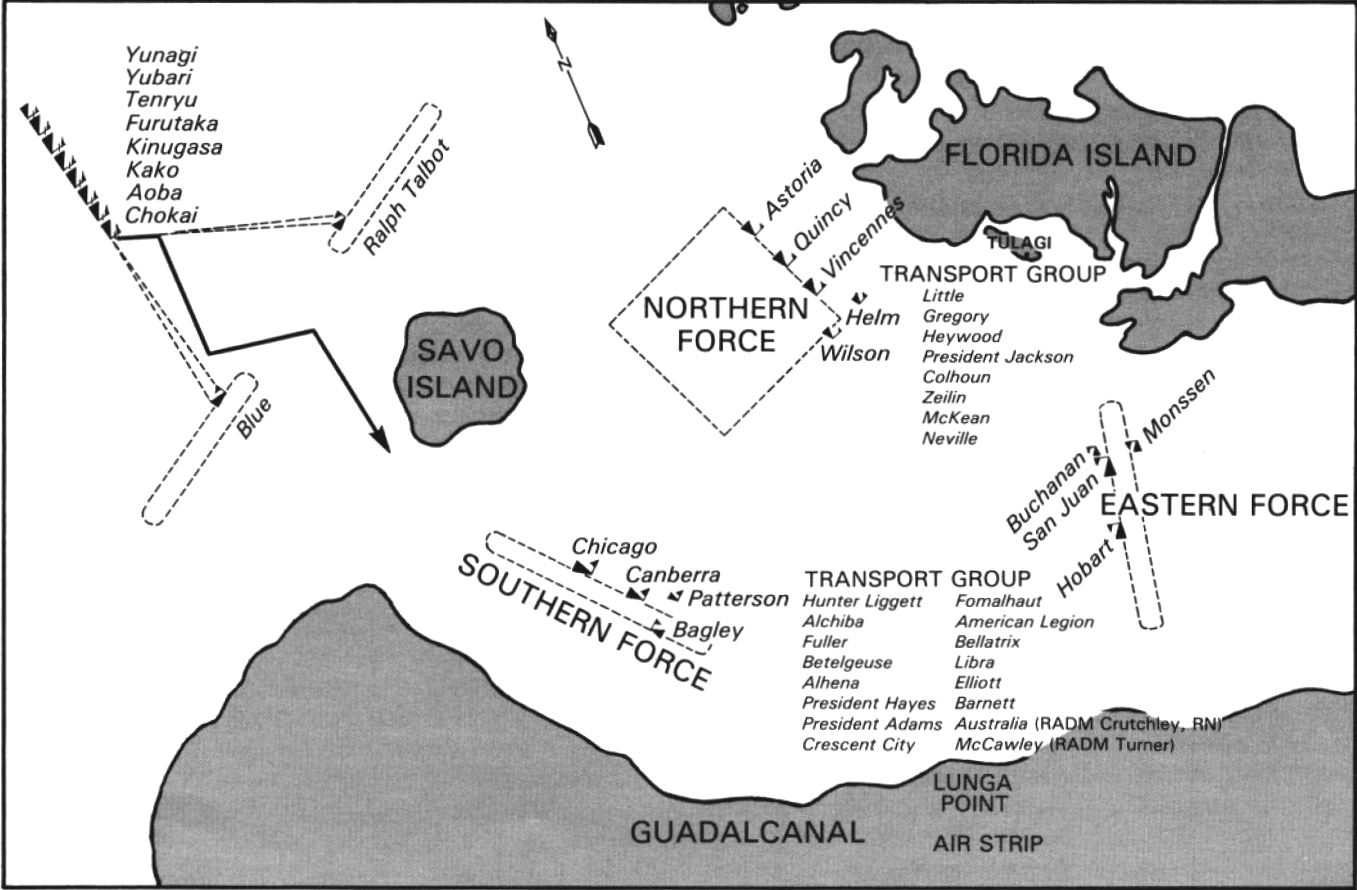
Mappa schematica della disposizione delle forze statunitensi e giapponesi poco prima dell'inizio della battaglia di Savo: Gotō si trovava sullAoba al secondo posto della colonna nipponica, seguito dal Kako, dal Furutaka e dal Kinugasa

Verso la fine di maggio Gotō condusse la 6ª Divisione nelle acque giapponesi per opportune revisioni: dopo un paio di settimane salpò e si portò nella seconda metà di giugno a Truk, poi a Kieta su Bougainville in luglio. Il 7 agosto 1942 reparti della 1ª Divisione Marine eseguirono uno sbarco improvviso su Guadalcanal e Tulagi, sgominando la pur caparbia resistenza delle modeste guarnigioni. Allarmato, il viceammiraglio Gun'ichi Mikawa, a capo dell'8ª Flotta di stanza a Rabaul, richiamò la stessa mattina Gotō e la 6ª Divisione, che aveva inviato con il cacciatorpediniere Yunagi e l'incrociatore pesante Chokai in missione alle isole dell'Ammiragliato, per rispondere subito all'offensiva statunitense. Gotō tornò alla base nel primo pomeriggio e Mikawa, preso posto sul Chokai, assunse il comando della formazione improvvisata, cui unì anche gli incrociatori leggeri Tenryu e Yubari; le navi giapponesi furono avvistate più di una volta nel corso della giornata dell'8 agosto e il contrammiraglio Victor Crutchley (responsabile della difesa del gruppo di trasporti) divise le sue forze navali per coprire il passaggio tra Guadalcanal e l'Isola di Savo, tra questa e le isole Florida e tra Guadalcanal e le Florida stesse, non sapendo dove la squadra nipponica avrebbe colpito. Nella notte tra l'8 e il 9 si scatenò una furiosa battaglia notturna: seguendo il Chokai in testa alla colonna, Gotō s'insinuò con i suoi incrociatori tra Guadalcanal e Savo e verso le 01:40 lanciò siluri contro il primo gruppo alleato (incrociatori HMAS Canberra, USS Chicago e due cacciatorpediniere), che non si era avveduto della presenza giapponese. Gli incrociatori furono gravemente colpiti, incendiati, presi a cannonate e presto messi fuori combattimento, perciò Mikawa diresse per nord-est; Gotō seguì, ma il Furutaka e i due incrociatori leggeri deviarono subito a nord per evitare il relitto in fiamme del Canberra: il secondo gruppo di vigilanza (USS Quincy, USS Astoria, USS Vincennes e due cacciatorpediniere) fu quindi avvolto dai due segmenti della colonna giapponese e, per quanto messo in allerta dagli spari e dagli incendi a sud, perse i tre incrociatori pesanti. Gotō riprese il controllo delle sue quattro unità nel complesso quasi indenni (lo Aoba aveva incassato solo una granata e il Kinugasa due) mentre Mikawa doppiava Savo e decideva, dopo notevole incertezza, di rientrare a Rabaul senza gettarsi sui trasporti ormai indifesi. Nella giornata del 9 Mikawa risalì lo Stretto della Nuova Georgia e a Bougainville distaccò Gotō a Kavieng; la 6ª Divisione navigò dunque senza essere disturbata e al mattino presto del 10 era vicina alla destinazione, quando finì sotto l'attacco del sommergibile USS S-44 che agì senza essere stato localizzato. Nonostante un tardivo allarme l'incrociatore Kako, sventrato da quattro siluri, affondò rapidamente.

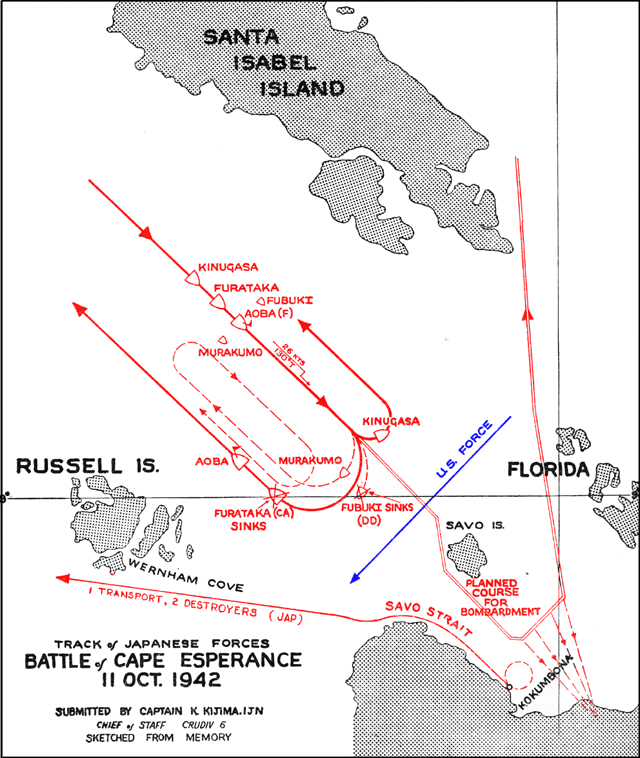
I movimenti giapponesi nella battaglia di Capo Speranza: erroneamente è segnato il cacciatorpediniere Murakumo al posto dello Hatsuyuki

Gotō continuò nelle settimane successive a servire sotto il comando dell'8ª Flotta, nei cui ranghi ritrovò il collega e amico Raizō Tanaka: con lui condivise le preoccupazioni (e le critiche) circa la compresenza, a Rabaul, dell'11ª Flotta aerea dipendente dalla marina, che complicava la gestione dello sforzo militare a Guadalcanal. Nella seconda metà di agosto salpò con la divisione al seguito del Chokai per vigilare su un gruppo di sette cacciatorpediniere che bombardò poco dopo la mezzanotte del 24 (nella fase finale della battaglia delle Salomone Orientali) la testa di ponte e l'aeroporto Henderson: lanciò inoltre idrovolanti, imitando l'ammiraglia e l'incrociatore leggero Yura, che sganciarono bombe sulle posizioni statunitensi. In settembre la 6ª Divisione andò incontro a una ridotta attività, non partecipando a nessuna missione di guerra. A inizio ottobre, invece, Gotō ricevette ordine di condurre nella notte dell'11-12 un bombardamento dell'aeroporto allo scopo di annientare a terra i reparti che vi erano basati; al contempo un gruppo di rifornimento, composto da due navi appoggio idrovolanti e sei cacciatorpediniere, avrebbe sbarcato in sicurezza truppe, munizioni e artiglieria in vista di una decisiva offensiva per ricacciare in mare le truppe americane. Gotō partì da Rabaul l'11 ottobre dopo il convoglio, con i tre incrociatori della 6ª Divisione e i cacciatorpediniere Fubuki e Hatsuyuki; nel tardo pomeriggio fu però localizzato da un bombardiere Boeing B-17 Flying Fortress dell'11th Wing. La notizia fece sì che il viceammiraglio Richmond Turner, comandante delle forze navali statunitensi, ordinasse al contrammiraglio Norman Scott di sbarrare l'accesso tra Savo e Guadalcanal con la sua Task force 64, forte di due incrociatori pesanti (USS San Francisco, USS Salt Lake City), due leggeri (USS Helena, USS Boise) e cinque cacciatorpediniere. Scott circumnavigò in senso orario Guadalcanal e attorno alle 22:00 arrivò al largo del promontorio occidentale, Capo Speranza, assumendo una rotta nord-nord-est a bassa velocità: il suo piano era incrociare avanti e indietro e tagliare la "T" ai giapponesi che, per bombardare l'aeroporto, avrebbero dovuto assumere la formazione in linea di fila. Nel frattempo Gotō stava giungendo da nord-ovest alla velocità di 30 nodi ma non era al corrente della presenza nemica; egli era sicuro che la missione si sarebbe svolta senza intoppi, i cannoni erano già stati caricati con granate a frammentazione (inadatte a colpire bersagli corazzati) e non aveva neppure ordinato i posti di combattimento agli equipaggi.
Attorno alle 23:00 le vedette nipponiche segnalarono una luce lontana, provocata dall'incendio di uno degli idrovolanti sugli incrociatori statunitensi, che però fu scambiata per un segnale o della guarnigione, o del gruppo di rifornimento: fu inviato un messaggio con i proiettori che rimase senza risposta, il che destò preoccupazione in alcuni ufficiali sull'Aoba. Il contrammiraglio, però, liquidò i loro timori e procedette sulla stessa rotta con lo Aoba in testa, seguito dal Furutaka, dal Kinugasa e affiancato dai cacciatorpediniere. Nel frattempo il contrammiraglio Scott aveva invertito la rotta e preso per sud-ovest e, nella manovra, i radar dello Helena localizzarono la 6ª Divisione: il comandante statunitense esitò a lungo, perché era appena stato informato che alcuni dei suoi cacciatorpediniere erano usciti di formazione e non sapeva bene dove si trovavano. Intanto Gotō aveva intravisto delle sagome a prua e, ritenendo trattarsi delle navi appoggio da rifornimento, rinnovò i segnali con i proiettori; in realtà erano le unità della Task force 64 che alle 23:46, imitando lo Helena, iniziarono a bersagliare le navi giapponesi distanti appena 4 500 metri. Gotō fu colto del tutto alla sprovvista e ordinò di dirottare a dritta; subito dopo una bordata centrò in pieno la plancia dello Aoba ed egli cadde mortalmente ferito. Le testimonianze concordano nel riportare che Gotō, confuso quanto il suo avversario contrammiraglio Scott, abbia esclamato più volte «Bakayaro! Bakayaro! [Stupidi bastardi!]» mentre giaceva riverso sul ponte distrutto, forse convinto di essere rimasto vittima di un grave incidente di fuoco amico. La formazione giapponese perse durante il combattimento il Fubuki e poco dopo la mezzanotte ripiegò in disordine, ma il Furutaka affondò per i danni troppo gravi inflitti da un siluro.
La menomata 6ª Divisione non fu disturbata durante il ritorno a Rabaul, ma le condizioni di Gotō erano disperate ed egli morì la mattina del 12 ottobre mentre i malconci incrociatori percorrevano lo Stretto della Nuova Georgia. Il suo corpo fu ricomposto e, nel corso di una breve cerimonia funebre, sepolto in mare. Nei giorni immediatamente successivi fu elevato al rango postumo di viceammiraglio.

## Onorificenze
Dati tratti da: e 